# 7,62 × 25 mm Tokarev

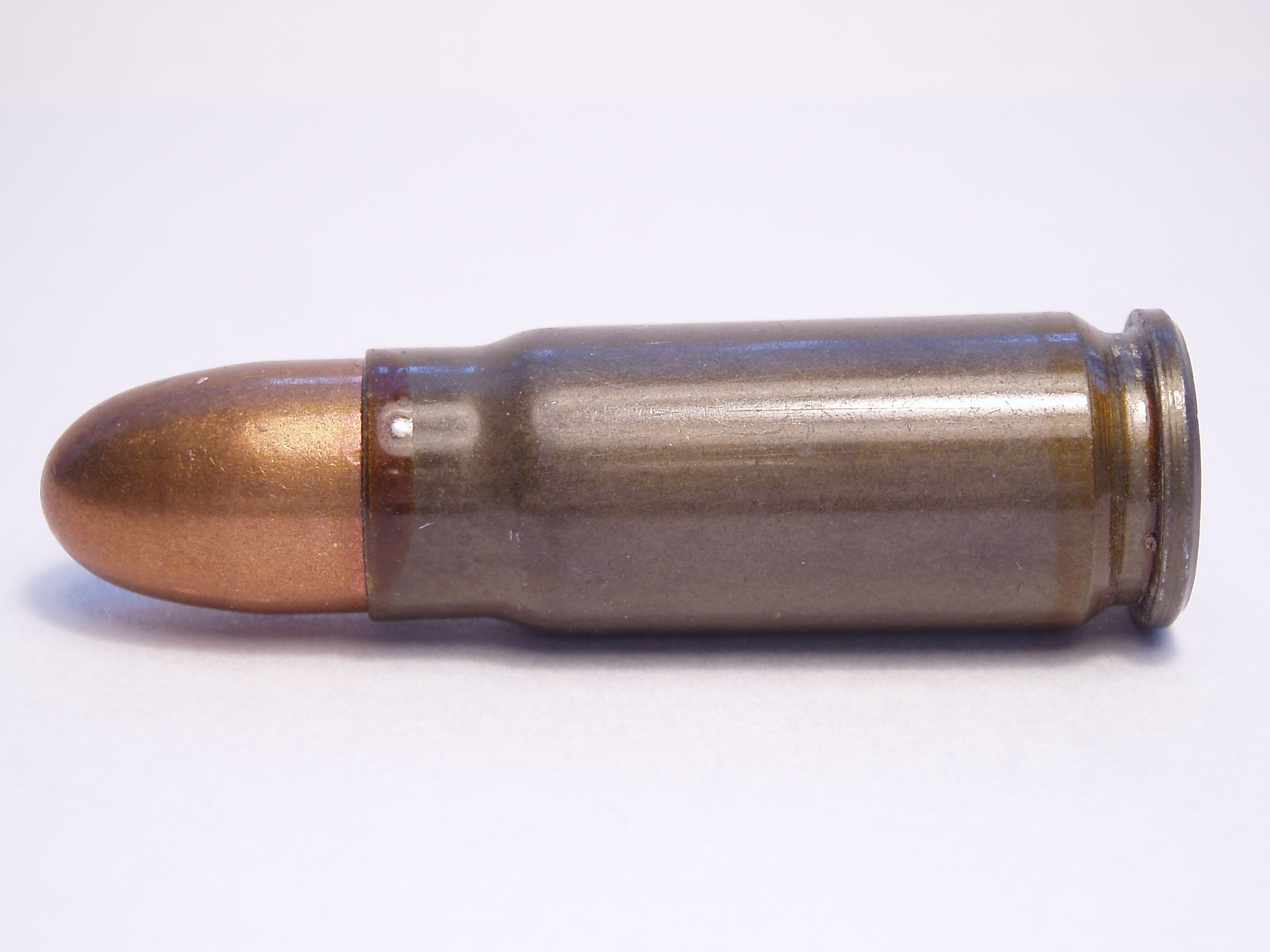
Náboj 7,62 × 25 mm Tokarev s ocelovou nábojnicí

7,62 × 25 mm Tokarev je ruský pistolový náboj se středovým zápalem a nábojnicí lahvovitého tvaru, široce používaný v bývalém Sovětském svazu a jeho satelitech, stejně tak v asijských zemích jako Čína, Pákistán atd. V ruských službách byl postupně nahrazen nábojem 9 × 18 mm Makarov.
Náboj je v podstatě vylepšená ruská verze střeliva 7,63 × 25 mm Mauser a využití se dočkal např. u zbraní jako pistole TT-33, pistole vz. 52, samopalu PPŠ-41 a řady dalších.